# Yves Saint Laurent (2002)
Pour un article plus général, voir Yves Saint Laurent.
Pour les articles homonymes, voir Yves Saint Laurent (homonymie) et Saint-Laurent.
Durant l'année 2002, le couturier Yves Saint Laurent abandonne définitivement le domaine de la haute couture et prend sa retraite. Une grande rétrospective est organisée au centre Beaubourg à la fin du mois de janvier de la même année.

## Historique

### Préambule
En 1998, le couturier Yves Saint Laurent cesse de dessiner pour sa ligne de prêt-à-porter rive gauche dont il s'occupe depuis une trentaine d'années.
L'année suivante, Elf-Sanofi, propriétaire depuis 1993, revend l'entreprise Yves Saint Laurent au groupe Gucci, filiale de PPR. La haute couture est séparée et devient propriété de François Pinault par l'intermédiaire de sa holding Artemis, qui renfloue pour le maintien de l'activité. À la suite de ce rachat, Pierre Bergé négocie le contrôle exclusif de la partie haute couture, déficitaire, délaissant cosmétiques, accessoires et prêt-à-porter. 
Gaultier, John Galliano, ou McQueen à l'époque chez Givenchy sont pressentis pour reprendre la direction artistique. Mais François Pinault nomme, au-dessus d'Alber Elbaz déjà présent dans les murs, l’américain Tom Ford à la tête du prêt-à-porter de la prestigieuse maison française. Celui-ci avait largement œuvré, mettant toute son influence dans la balance, pour le rachat d'YSL par Gucci au détriment de LVMH. Tom Ford, avec l'avènement du porno chic dans les années 1990, avait fait de l'endormie Gucci une marque de tout premier plan dans le domaine de la mode avec l'aide de Carine Roitfeld et de Mario Testino. Il va cumuler simultanément deux postes, à la création de l'ancien maroquinier Gucci et chez YSL. La journaliste Paquita Paquin écrira peu après qu'« avec l'Américain Tom Ford, le créateur est passé du statut d'artiste du chiffon à celui de directeur artistique ».
Mais les recettes du porno chic transposées dans la tradition Saint Laurent passent mal. La séparation totale de création du prêt-à-porter et de la haute couture n'aide pas, cette dernière étant historiquement vecteur de tendance et d'image, et Tom Ford n'arrive pas à transcrire l'héritage d'YSL dans ses collections. « Entre les deux branches, c'est la guerre » décrira la presse : le styliste texan reçoit de très nombreuses critiques, y compris venant de Saint Laurent lui-même qui ne se reconnait pas dans la nouvelle image donnée à la maison portant son nom et qui précisera qu'il n'est « plus maître chez lui ». Mois après mois, les conflits et les provocations avec François Pinault se feront de plus en plus fréquents : En janvier 2001, Pierre Bergé et Yves Saint Laurent assistent au défilé Dior, le fleuron de l'adversaire Bernard Arnault. Tom Ford sera finalement remplacé par Stefano Pilati en 2004. Entre-temps, Yves Saint Laurent annonce qu'il prend sa retraite ; c'est la fin de la haute couture dans la maison qui porte son nom.

### Annonce
Le lundi 7 janvier 2002, Yves Saint Laurent convoque une conférence de presse dans sa maison -au sens littéral du terme, ainsi que sa maison de couture- de l'avenue Marceau. Ses fidèles amies ou collaboratrices sont là : Anne-Marie Munoz, Loulou de la Falaise, Betty Catroux…
Exactement 44 ans après sa première collection « Trapèze » qui l'a instantanément propulsé au sommet de la mode, c'est chargé d'émotion qu'il annonce à l'assemblée mettre fin à sa carrière, sans donner de justificatif à son choix, et sans quitter son texte des yeux. Il commence par rendre hommage à tous les couturiers qui l'ont inspiré, ses maîtres, Dior, Schiaparelli ou Chanel puis précise « très fier que les femmes du monde entier portent des tailleurs-pantalons, des smokings, des cabans, des trench-coats ». « Je suis passé par bien des angoisses, bien des enfers. J'ai connu la peur et la terrible solitude. Les faux amis que sont les tranquillisants et les stupéfiants. La prison de la dépression et des maisons de santé. De tout cela, un jour, je suis sorti, ébloui mais dégrisé ».
Pour atténuer les conflits qui régnaient depuis quelques années, Yves Saint Laurent n'oublie pas de « remercier également M. François Pinault et lui exprimer ma gratitude pour me permettre de mettre harmonieusement un point final à cette merveilleuse aventure et qui a cru comme moi que la haute couture de cette maison devait s'arrêter avec mon départ ». Les chaines de télévision françaises donnent un large écho à cette conférence de presse.
Quelques mois avant, le couturier avait réalisé 70 dessins pour la future collection, et 39 modèles sont alors réalisés par les ateliers de haute couture.
Mais finalement, même si le change a été donné au niveau de la confection, le retrait du couturier surprend peu, beaucoup l'avait anticipé. La séparation en 1999 du prêt-à-porter de la haute couture était un signe précurseur. Pierre Bergé annonce depuis un moment déjà la fin de la haute couture tel qu’elle se pratique depuis des décennies : « la haute couture vit ses derniers jours. La haute couture est faite pour accompagner un art de vivre qui a connu son apogée avant la guerre et après la guerre, qui a connu grâce à Christian Dior, Chanel et Saint Laurent un renouveau considérable, mais cet art de vivre n'existe plus ». Mais les défilés du calendrier officiel de 2002 viennent démentir ce fait, avec l'arrivée du plusieurs nouveaux couturiers ou le retour de maison prestigieuses comme Torrente ou Carven, ce que confirme Patrick Cabasset dans les colonnes de L'Officiel : « bien sûr, le retrait d'Yves Saint Laurent de la maison qui porte son nom n'annonce pas la fin de la haute couture. La vitalité des autres acteurs de ce domaine le prouve. » La maison Courrèges, au parcours présentant dans une moindre mesure de nombreux points de similitude avec Saint Laurent, que ce soit en termes de chronologie, de parcours, ou d'influence de la mode, organise cette année-là elle aussi sa dernière présentation.
L'annonce des adieux de Saint Laurent donne lieu à divers évènements : les Galeries Lafayette affichent des modèles du couturier dans ses vitrines, le marchand de vêtements vintage Didier Ludot ne met en vitrine que d'anciennes robes du couturier, le livre de la biographe officielle, Laurence Bénaïm, est actualisé et ré-édité… Mais déjà, une grande rétrospective est prévue.

### Défilé rétrospectif
Le 22 janvier suivant, est organisé au Centre Pompidou un défilé rétrospectif orchestré par le plasticien lumière/scénographe Thierry Dreyfus, avec 2 000 invités, et 1 500 personnes dehors. Se croisent : Paloma Picasso, Jeanne Moreau, Anouk Aimée, Françoise Giroud, Ingrid Caven, Danielle Mitterrand, Bernadette Chirac, la ministre de la Culture Catherine Tasca, Jeanne Moreau, Lauren Bacall, Bianca Jagger, la muse Nan Kempner… Les personnalités de la mode que sont Yohji Yamamoto, Jean Paul Gaultier, Vivienne Westwood, Sonia Rykiel, Azzedine Alaïa, Inès de la Fressange, Kenzo Takada, Hubert de Givenchy, Diane von Furstenberg, Hélène Rochas… Deux écrans géants sont installés à l'extérieur du musée à côté du nom du couturier affiché en lettres géantes faites de néon blanc.
Le défilé est composé de 300 modèles retraçant quarante années de création. Les grands classiques de Saint Laurent sont devenus les grands classiques de la mode : le caban de marin pour l'ouverture, la saharienne portée par Claudia Schiffer, la jupe écossaise, le tailleur-pantalon, la robe de mariée crochet, la robe Mondrian, la robe du soir Hommage à Matisse, la rose Iris de van Gogh brodée par Lesage, les petites robes noires, les collections Trapèze, Pop Art, Ballets russes, chinoises, indiennes, castillanes, les Reines africaines, mais également sa dernière collection printemps-été 2002, et plusieurs dizaines de smokings pour la clôture de ce défilé.
Une centaine de mannequins sont sur le podium, dont « la princesse peule » Katoucha Niane, Naomi Campbell, Carla Bruni, Mounia, ou Jerry Hall assurent le défilé sur les musiques des Rolling Stones, la Calas, les Beatles, Mozart… Le show dure plus d'une heure. En clôture de celui-ci, Catherine Deneuve et Laetitia Casta rendent hommage au styliste en chantant Ma plus belle histoire d'amour (c'est vous) de Barbara .
Quelque temps avant cette rétrospective, Christian Louboutin avait présenté un prototype de chaussure à Loulou de la Falaise. Yves Saint Laurent décide alors, pour la première fois, d'associer son nom avec un autre créateur. La marque « Christian Louboutin for Yves Saint Laurent Haute Couture 1962-2002 » durera trois mois et chaussera les mannequins du défilé.

### Issue
L'activité haute couture, soutenue jusqu'alors par François Pinault, perd plus d'argent qu'elle ne réalise de chiffre d'affaires. Au milieu de l'année, Pierre Bergé rachète l'ensemble pour un euro symbolique afin d'assurer le plan social lui-même. La haute couture prend fin le 31 octobre. Les 160 employés de l'activité ne rencontrent pas de soucis pour se reclasser : Alaïa, Gaultier, Chanel, Watelet et Scherrer qui par ailleurs fermeront tous deux environ six ans plus tard, Sirop, ou A.P.C. embauchent ce personnel qualifié,.
Les apparitions d'Yves Saint Laurent en public se feront de plus en plus rares.